# Изгары
Изгары — село в Чистопольском районе Татарстана. Входит в состав Татарско-Елтанского сельского поселения.

## География
Находится в центральной части Татарстана на расстоянии приблизительно 20 км по прямой на юго-юго-восток от районного центра города Чистополь в верховьях реки Малый Черемшан.

## История
Основано в XVIII веке. Упоминалось также как Никитино, Городище, Рождественское. В начале XX века действовали Рождественская церковь, земские больница и школа.

## Население
Постоянных жителей было: в 1782 — 585 душ мужского пола, в 1859 — 1383, в 1897 — 2047, в 1908 — 2053, в 1920 — 2351, в 1926 — 1948, в 1938 — 1516, в 1949 — 944, в 1958 — 803, в 1970 — 645, в 1979 — 334, в 1989 — 211, в 2002 — 236 (русские 84 %), 197 — в 2010.